# Raphaël Didjaman
 (octobre 2021).
Raphaël Didjaman est un joueur de didgeridoo français né le 1er février 1968 à Paris.

## Biographie
Dans sa jeunesse, Raphaël Didjaman étudie le saxophone.
En 1995, il part pour l'Australie et y découvre le didgeridoo. Il s'initie alors à cet instrument, apprenant également à le fabriquer. Il est joueur, fabricant et enseignant de didgeridoo[source secondaire souhaitée]. Il est considéré comme l'un des pionniers de cet instrument en France.
Sur le plan musical, il est connu pour deux albums hommages à Arthur Rimbaud en 2008 et 2016. Il a également composé des musiques pour des films (participation à la bande son du Le Peuple migrateur et de Quai d'Orsay) et des publicités (Kia, Game Boy Advance, Renault ou Toyota).

## Discographie

### Albums studio
- 2003 : Vibrations
- 2004 : Technolodidge
- 2007 : Masq
- 2008 : Arthur Rimbaud - Vol.1
- 2012 : Risque de Rêves
- 2014 : Tympanum
- 2015 : UFO
- 2015 : Arthur Rimbaud - Vol. 2 : musique contemporaine-world
- 2019 : Jurassic Sounds
- 2019 : Quantum Energy
- 2020 : Exilium 1.0
- 2020 : Macroniavirus
- 2020 : Ânkh
- 2021 : Colors
- 2021 : Le vote ou le Fusil - Malcom X : Spoken Word
- 2021 : TimeWorld
- 2022 : Other Worlds
- 2023 : A la Recherche de Planète 9
- 2024 : Selfish

### Albums live
- 2015 : Didgeridoo in Roma (enregistré à Rome, Italie)

### DVD
- L'Essentiel du Didgeridoo - Vol.1 (2012)
- L'Essentiel du Didgeridoo - Vol.2 (2020)[4],[5],[6]